# Adam Siao Him Fa
Adam Siao Him Fa (Burdeos, 31 de enero de 2001) es un deportista francés que compite en patinaje artístico, en la modalidad individual.
Ganó una medalla de bronce en el Campeonato Mundial de Patinaje Artístico sobre Hielo de 2024 y tres medallas en el Campeonato Europeo de Patinaje Artístico sobre Hielo entre los años 2023 y 2025. Además, fue el ganador del Grand Prix de Francia en 2022 y 2023.
Participó en los Juegos Olímpicos de Pekín 2022, ocupando el decimocuarto lugar en la prueba masculina.
Es hijo de padres originarios de Mauricio.

## Palmarés internacional
| Campeonato Mundial | Campeonato Mundial | Campeonato Mundial | Campeonato Mundial |
| Año                | Lugar              | Medalla            | Categoría          |
| ------------------ | ------------------ | ------------------ | ------------------ |
| 2024               | Montreal (Canadá)  | Medalla de bronce  | Individual         |
| Campeonato Europeo |                    |                    |                    |
| Año                | Lugar              | Medalla            | Categoría          |
| 2023               | Espoo (Finlandia)  | Medalla de oro     | Individual         |
| 2024               | Kaunas (Lituania)  | Medalla de oro     | Individual         |
| 2025               | Tallin (Estonia)   | Medalla de bronce  | Individual         |